# Chiesa di San Genesio (La Valle)
La chiesa di San Genesio (in ladino Dlijia de San Snese; in tedesco St. Genesius in Wengen) è la parrocchiale di La Valle in Alto Adige. Fa parte del decanato Val Badia e la sua storia recente inizia nel XIX secolo.

## Storia

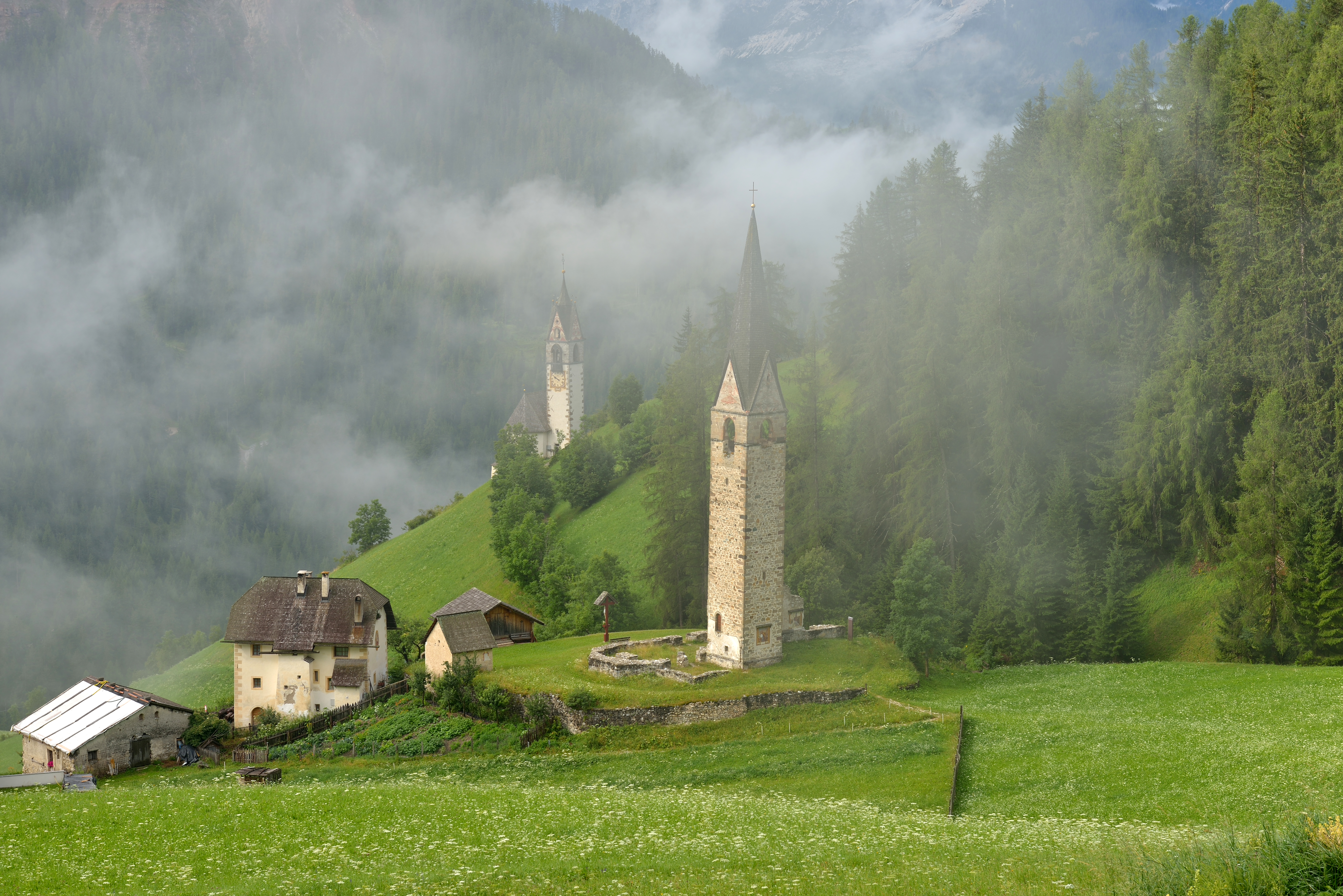
In primo piano il campanile dell'antica parrocchiale di San Genesio e sullo sfondo il campanile della chiesa di Santa Barbara.

Il luogo di culto con dedicazione a san Genesio presso La Valle (in ladino La Val; in tedesco Wengen) fu edificato nella seconda metà del XIX secolo. Il cantiere venne aperto nel 1868 e fu chiuso nel 1874. In precedenza a Tolpei (località Dlijia Vedla), antico centro del paese, era già presente un primo tempio dedicato a san Genesio documentato a partire dal 1382. Questa fu l'antica parrocchiale e dell'edificio restano i ruderi mentre la torre campanaria è ancora al suo posto.
La Valle, grazie a quel primo luogo di culto, divenne curazia nel 1640.

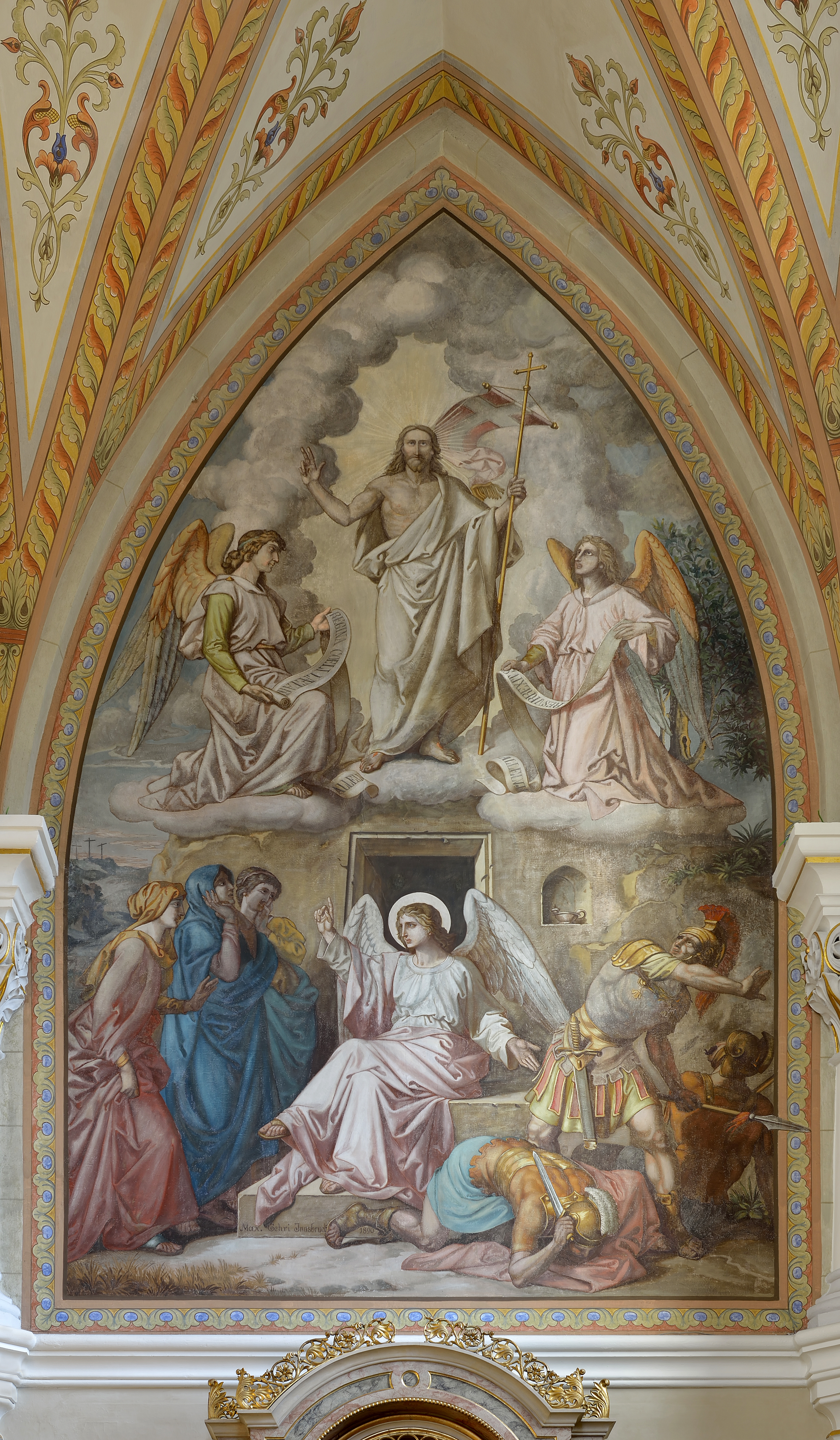
Un esempio del notevole impianto pittorico sono i grandi affreschi parietali di Max Gheri. Qui la Resurrezione di Cristo, nel transetto destro.

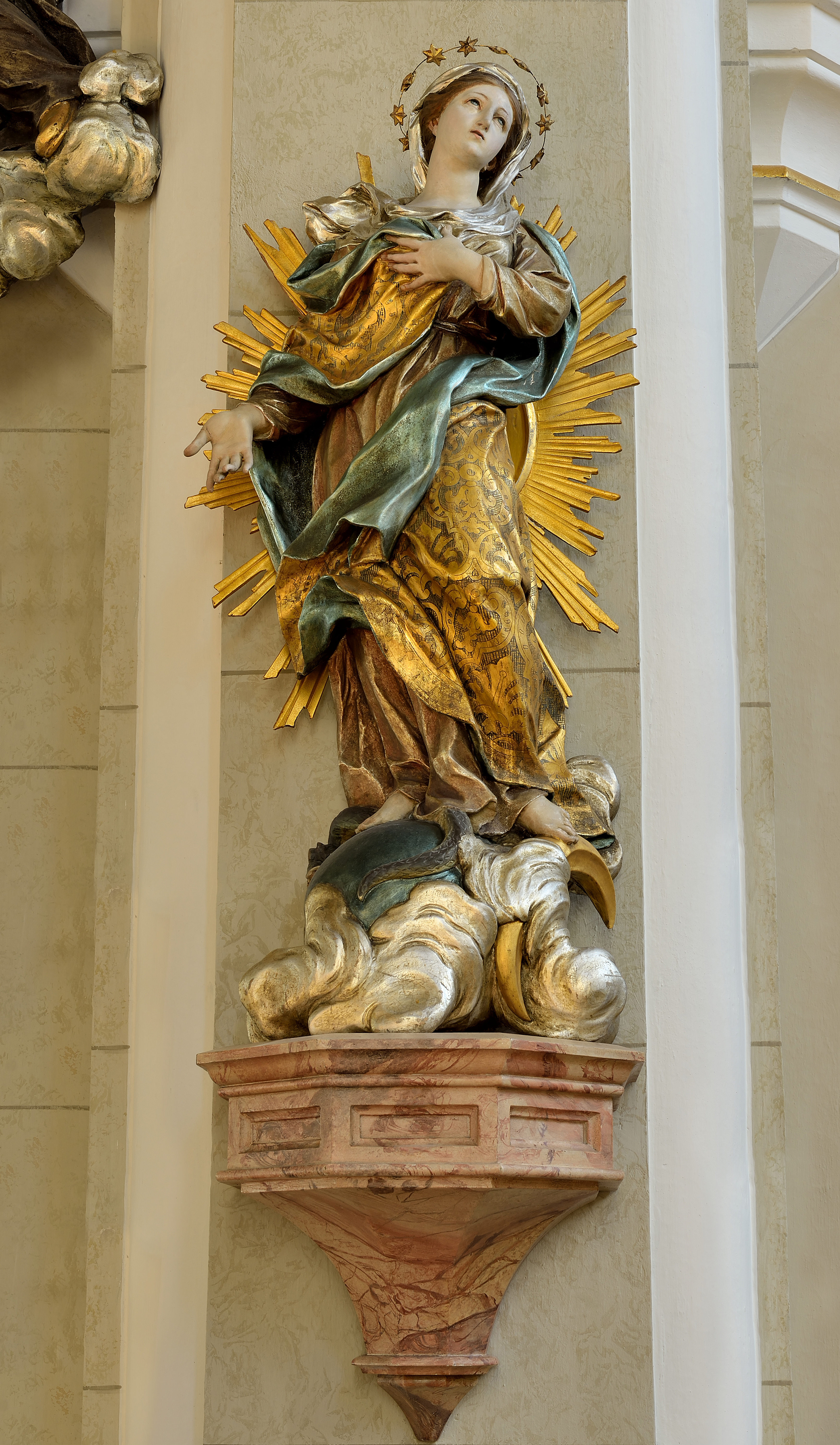
Statua in legno policromo raffigurante la Madonna attribuita a Domenico Moling.

La solenne consacrazione fu celebrata nel 1876 dal vescovo della diocesi di Bolzano-Bressanone Vinzenz Gasser e venne elevata a dignità parrocchiale nel 1891.
Un ultimo ciclo di interventi si è concluso nel 2013 e ha riguardato la pulizia e il restauro degli affreschi, oltre all'adeguamento liturgico. Il nuovo altar maggiore è stato consacrato alla fine di tali lavori.

## Descrizione
La chiesa si trova al centro dell'abitato di La Valle, con orientamento verso nord ovest. La costruzione segue uno stile neoromanico ed è a navata unica. Un'abside semi esagonale ed un transetto completano la pianta dell'edificio.
Sul lato nord si erge il campanile che tocca i 42 m ed è provvisto di finestroni a bifora su tutti e quattro i lati, specularmente al campanile, sul lato sud è posta la sagrestia. La torre campanaria è decorata nei timpani settentrionale e meridionale da due stemmi: rispettivamente lo stemma ottocentesco del comune di La Valle e lo stemma diocesano di Bressanone. Secondo il piano originale la chiesa avrebbe dovuto disporre di due torri campanarie (quella attuale e un'altra sopra la sagrestia).
Sulla facciata, oltre al portone d'ingresso con architrave e timpano ad arco schiacciato, si apre un rosone e sopra di esso una finestrella a tutto sesto.
Il luminoso interno è coperto da una volta a botte e da una a crociera all'intersezione con il transetto. Gli affreschi della volta e delle pareti furono realizzate dal pittore Max Gehri (Innsbruck, 1847 - 1909) tra il 1890 e il 1893 in perfetto stile nazareno. La cantoria, ampliata alla fine del XX secolo, ospita un pregevole organo.
La chiesa possiede numerose sculture di valore, opere di artisti locali. Di particolare bellezza sono le due statue lignee poste alla destra dell'abside: San Giovanni Nepomuceno in gloria e l'Immacolata Concezione, entrambe attribuite a Domëne Moling. Franz Tavella, noto scultore di La Valle, scolpì per la chiesa una statua del Sacro Cuore di Gesù, esposta solo in occasione delle processioni e nella solennità omonima.
L'altare maggiore è in marmo, risale alla metà del XVIII secolo ed è stato portato a La Valle da Terlano.